# Yseult
Yseult Onguenet, nota semplicemente come Yseult (Tergnier, 19 agosto 1994), è una cantautrice, modella e attrice francese.

## Biografia
Nata a Tergnier da genitori immigrati dal Camerun, la sua famiglia si è trasferita nella capitale francese, dapprima nel XII arrondissement per poi stabilirsi definitivamente nel XX arrondissement. Nel 2021 l'artista ha dichiarato di essersi trasferita a Bruxelles, citando il forte spirito populista all'interno dalla società francese.
È salita alla ribalta nel 2013, quando ha preso parte alla nona edizione di Nouvelle Star, versione francese del programma statunitense American Idol. Ha raggiunto la finale del programma, dove si è classificata seconda dietro al vincitore Mathieu Saïkaly.
Dopo l'esperienza del talent l'artista ottiene un contratto discografico con l'etichetta Polydor Records, con cui avrebbe pubblicato il suo album di debutto omonimo, pubblicato nel gennaio 2015. Per la realizzazione dell'album, l'artista collabora con gli autori francesi Da Silva e Fred Fortuny per la composizione, mentre il produttore discografico Perrick Devin si è occupato della produzione musicale dell'opera. 
Contemporaneamente, ha collaborato con la cantante Maurane nel suo nuovo album Ouvre, incidendo un duetto del brano À part être, ha inoltre partecipato alla colonna sonora del film biografico su James Brown prodotto da Mick Jagger, Get on Up - La storia di James Brown, in cui ha interpretato il brano It's a Man's World. Ha anche eseguito una cover di La Mamma di Charles Aznavour, inserita nella raccolta Aznavour, sa jeunesse.
Nel 2019, dopo aver dichiarato di essere rimasta insoddisfatta sulla composizione dell'album omonimo, l'artista ha abbandonato la Polydor per lanciare la propria etichetta indipendente Y.Y.Y. Il primo singolo sotto la nuova etichetta, Rien à prouver, è stato pubblicato nel gennaio 2019; la canzone funge da singolo apripista per il EP di debutto, Noir. Il video musicale del singolo ha accumulato oltre 1,9 milioni di visualizzazioni su YouTube. Il secondo EP Rouge, è stato pubblicato nel maggio 2019.
Nel 2021, L'Oreal ha scelto Yseult come portavoce internazionale del marchio L'Oreal Paris, affermando che «usando il potere della sua scrittura di canzoni per superare le barriere, lei guida un percorso per altre donne con il messaggio: Sii esattamente chi sei». Nel 2022 debutta come attrice recitando nella pellicola Hawa di Maïmouna Doucouré.

## Discografia

### Album in studio
- 2015 – Yseult
- 2024 – Mental

### EP
- 2019 – Noir
- 2019 – Rouge
- 2020 – Brut

### Singoli
- 2014 – La vague
- 2014 – Bye Bye Bye
- 2014 – Pour l'impossible
- 2015 – Summer Love (Mico C Remix)
- 2017 – Heart of Glass
- 2019 – Rien à prouver
- 2019 – Diego
- 2019 – Rouge
- 2019 – Trop peu de temps/Souvenirs d'été
- 2019 – Noir
- 2019 – Corps
- 2020 – Bad Boy
- 2020 – Indélébile
- 2022 – I Love You
- 2022 – Suicide
- 2024 – Bitch You Could Never
- 2024 – Alibi (con Sevdaliza e Pabllo Vittar)

### Collaborazioni
- 2014 – À part être (Maurane feat. Yseult)
- 2019 – Brutaal (Zwangere Guy feat. Blu Samu e Yseult)
- 2019 – Laisse aller (Lord Esperanza feat. Yseult)
- 2019 – Nos souvenirs (Jok'Air feat. Chilla e Yseult)
- 2019 – Nudes (Claire Laffut feat. Yseult)
- 2020 – Morceaux (Malory feat. Yseult)
- 2021 – Pause x Kiss (Eddy de Pretto feat. Yseult)
- 2022 – Catcheur (Disiz feat. Yseult)

## Filmografia

### Cinema
- Hawa, regia di Maïmouna Doucouré (2022)

### Televisione
- Nouvelle Star, talent show, 14 episodi (C8, 2013-14) - Concorrente
- Fugueuse, serie TV, 6 episodi (RTBF/TF1, 2021)
- Eurovision France, c'est vous qui décidez, programma TV, 1 episodio (France 2, 2022) - Giudice

## Riconoscimenti
Victoires de la musique
- 2021 – Rivelazione femminile dell'anno[10]
- 2021 – Candidatura per Canzone dell'anno per Corps